# Gölcük
Gölcük est une ville de Turquie de la province de Kocaeli dans la région de Marmara. Elle comptait 166 180 habitants en 2021. Située à l'est de la mer de Marmara, en rive sud du golfe d'Izmit, elle abrite l'une des principales bases des forces navales turques. La ville est éprouvée par le violent séisme qui l'affecte le 17 août 1999.

## Personnalités
- Yaşar Halit Çevik (né en 1955), ambassadeur turc.
- Erden Kıral (1942-2022), réalisateur et scénariste turc.
- Ertuğrul Ersoy, (né en 1997), footballer international turc.